# Фихтенштайн
Фихтенштайн (нем. Vichtenstein) — коммуна (нем. Gemeinde) в Австрии, в федеральной земле Верхняя Австрия. 
Входит в состав округа Шердинг.  Население составляет 732 человека (на 31 декабря 2005 года). Занимает площадь 11 км². Официальный код  —  41427.

## Политическая ситуация
Бургомистр коммуны — Мартин Фридль (АНП) по результатам выборов 2003 года.
Совет представителей коммуны (нем. Gemeinderat) состоит из 13 мест.
- АНП занимает 9 мест.
- АПС занимает 3 места.
- СДПА занимает 1 место.